# Huangzhuang (socken)
Huangzhuang (kinesiska: 黄庄, 黄庄乡) är en socken i Kina. Den ligger i provinsen Henan, i den centrala delen av landet, omkring 150 kilometer sydväst om provinshuvudstaden Zhengzhou. Antalet invånare är 18791. Befolkningen består av 9 741 kvinnor och 9 050 män. Barn under 15 år utgör 29,0 %, vuxna 15-64 år 60 %, och äldre över 65 år 10,0 %.
Genomsnittlig årsnederbörd är 711 millimeter. Den regnigaste månaden är september, med i genomsnitt 138 mm nederbörd, och den torraste är januari, med 5 mm nederbörd.